# Algerische Beachhandball-Nationalmannschaft der Männer
Die algerische Beachhandball-Nationalmannschaft der Männer repräsentiert den algerischen Handballverband als Auswahlmannschaft Algeriens auf internationaler Ebene bei Länderspielen im Beachhandball.
Eine als Unterbau fungierende Nationalmannschaft der Junioren wurde bislang noch nicht gegründet. Das weibliche Pendant ist die Algerische Beachhandball-Nationalmannschaft der Frauen.

## Geschichte
Die algerische Beachhandball-Nationalmannschaft der Männer wurde für erstmals die ersten Mediterranean Beach Games 2015 aufgestellt, wo sie den vorletzten Platz unter sieben teilnehmenden Nationen belegten. Damit war die algerische Nationalmannschaft nach  Togo, Ägypten und Libyen und den ebenfalls bei diesen Mediterranean Beach Games debütierenden Tunesiern geschlechterübergreifend erst die sechste afrikanische Nation, die eine Nationalmannschaft im Beachhandball aufstellte.
Es dauerte bis zu den African Beach Games 2019 im Santa Maria Beach Park auf der kapverdischen Insel Sal, dass es erneut zu einer Aufstellung einer Mannschaft kam. Das Turnier war das erste in der dieser Sportart, das in Afrika für Nationalmannschaften ausgerichtet wurde. Die Algerier spielten eine ausgeglichene Vorrunde mit einem Sieg über die Seychellen und  einer Niederlage gegen Togo. Den Einzug in das Halbfinale verpasste Algerien, da Nigeria eine bessere Punktebilanz hatte. Somit kam es zu einem Ausscheidungsspiel gegen Kap Verde, das Algerien im Shootout verlor.

## Teilnahmen
| World Games - 2001: nicht eingeladen - 2005: nicht eingeladen - 2009: nicht eingeladen - 2013: nicht qualifiziert - 2017: nicht qualifiziert - 2022: nicht qualifiziert | World Beach Games - 2019: nicht qualifiziert - 2023: nicht qualifiziert African Beach Games - 2019: 6. - 2023: Mediterranean Beach Games - 2015: 7. - 2019: nicht teilgenommen - 2023: | Weltmeisterschaften - 2001: ausgefallen - 2004: nicht qualifiziert - 2006: nicht qualifiziert - 2008: nicht qualifiziert - 2010: nicht qualifiziert - 2012: nicht qualifiziert - 2014: nicht qualifiziert - 2016: nicht qualifiziert - 2018: nicht qualifiziert - 2020: nicht qualifiziert, abgesagt - 2022: nicht qualifiziert | Afrikameisterschaften - 2022: keine Teilnahme |

- MBG 2015: Chaoyeb Achacha • Lyes Boudekak • Ramzi Charef • Abderraouf Chikh • Issam Derbal • Ouail Geusmia • Abderrahim Khelif • Ayoub Koudia • Samir Louchene • Khalil Mebarkia[5]

- ABG 2019: Messaoud Berkous • Abdellah Benmenni • Houssem Guettaf • Samir Aaladine Hadidi • Moustafa Hadj Sadok • Ayat Allahe Hamoud • Nour Eddine Hellal • Khayressine Ramache • Redouane Saker[6]